# Константинова, Ксения Семёновна
Ксе́ния Семёновна Константи́нова (18 апреля 1925 — 1 октября 1943) — Герой Советского Союза, участница Великой Отечественной войны, старшина медицинской службы.

## Биография
Родилась 18 апреля 1925 года в селе Сухая Лубна Тамбовской губернии (ныне — Липецкого района Липецкой области).
Окончила неполную среднюю и фельдшерско-акушерскую школы в городе Ельце.
В РККА с 1943 года, с октября того же года на фронте.
1 октября 1943 года санитарный инструктор 730-го стрелкового полка (204-й стрелковой дивизии, 1-го стрелкового корпуса, 43-й армии, Калининского фронта) старшина медицинской службы К. Константинова около деревни Шатилово, Руднянского района, Смоленской области, оказавшись в окружении врага и защищая раненых бойцов, сражалась с прорвавшимися на позиции фашистами до последнего патрона. Была тяжело ранена и схвачена гитлеровцами.
После зверских пыток (ей выкололи глаза, отрезали груди) она была убита (прибита колом к земле).
Похоронена в деревне Распопы Руднянского района Смоленской области.

## Награды
- Указом Президиума Верховного Совета СССР от 4 июня 1944 года за образцовое выполнение заданий командования и проявленные мужество и героизм в боях с немецко-фашистскими захватчиками старшине медицинской службы Константиновой Ксении Семёновне посмертно присвоено звание Героя Советского Союза.
- Награждена орденом Ленина и медалью «За боевые заслуги».

## Память
- На здании бывшей фельдшерско-акушерской школы (ныне медицинский колледж) в городе Липецке в память о Героине установлена мемориальная плита.
- Также мемориальная плита установлена на здании липецкой средней школы № 28 (расположена на площади Константиновой).
- 5 мая 1965 года Клубная площадь в Липецке переименована в площадь Константиновой.
- На мемориальном комплексе на площади Героев находится вылитый из бронзы портрет К. С. Константиновой.
- Постановлением Липецкого областного Совета депутатов от 4 июня 2015 года № 1175-пс Елецкому медицинскому колледжу присвоено имя Героя Советского Союза Ксении Семеновны Константиновой.
- Смоленский базовый медицинский колледж в 2015 году назван именем К. С. Константиновой.
- 6 мая 2015 года в Рудне (Смоленская область) открыли мемориал, в память о подвиге старшины медицинской службы Ксении Константиновой.